# Richmond (Grenada)
Richmond ist eine Siedlung im Parish Saint Andrew im Osten von Grenada.

## Geographie
Die Siedlung liegt im Hinterland, westlich von La Digue an einem nördlichen Ausläufer des South East Mountain auf ca. 320 m Höhe.

## Klima
Das Klima ist tropisch heiß. 